# اخبار گوگل
گوگل نیوز (به انگلیسی: Google News) به معنای اخبار گوگل، یک وبگاه جمع‌آوری‌کنندهٔ خبرخوان توسط گوگل است. این وبگاه در سپتامبر ۲۰۰۲ تأسیس‌شد و ۲۸ زبان زندهٔ جهان را پشتیبانی می‌کند. اما زبان فارسی در این ۲۸ زبان قرار ندارد و همچین گوگل نیوز جزو یکی از زیر مجموعه های شرکت گوگل نیز است.